# Jahan (cràter)
Jahan és un cràter de l'asteroide del tipus Amor (433) Eros, situat amb el sistema de coordenades planetocèntriques a 74.2 ° de latitud nord i 293.5 ° de longitud est. Fa un diàmetre de 2.1 km. El nom va ser fet oficial per la UAI l'any 2003 i fa referència a Xa Jahan (1592-1666), emperador mogol qui va construir el Taj Mahal per a seva esposa Mumtaz Mahal.